# 고밀도 지질단백질
고밀도 지질단백질(高密度 脂質蛋白質, 영어: high-density lipoprotein, HDL)은 지질단백질의 주요 다섯 그룹들 가운데 하나이다. 또, 혈액을 통해 콜레스테롤을 운반하는 분자 중 하나이다. 지질단백질은 체내의 모든 지방 분자(지질)을 전달하는 여러 단백질로 구성된 복합 입자들이다. 보통은 입자 당 80~100개의 단백질로 구성되어 있으며 한 입자 당 최대 수백 개의 지방 분자들을 전달한다.
심장이 건강한 사람은 HDL이 많은 경향이 있고 HDL을 높이는 약은 있으나 HDL을 약을 먹어 높인다고 심혈관 건강이 개선되지는 않았다.

## 관련 콜레스테롤을 통한 HDL 평가

### 권고 범위
미국심장협회, NIH, NCEP은 HDL 수치의 조절 및 심장질환의 위험성에 대한 가이드라인들을 제시하고 있다.
| 수치 mg/dL       | 수치 mmol/L | 해석                                                       |
| ---------------- | ----------- | ---------------------------------------------------------- |
| <40/50 남성/여성 | <1.03       | 낮은 HDL 콜레스테롤. 관련 심장 질환 대비 위험성 높음.      |
| 40–59            | 1.03–1.55   | 중간 HDL 수준                                              |
| >59              | >1.55       | 높은 HDL 수준. 관련 심장 질환 대비 최적의 조건으로 간주됨. |

낮은 HDL 수치의 높은 LDL은 심장병의 추가 위험 요인이다.

## 같이 보기
- 콜레스테롤
  - 저밀도 지질단백질
- 대사 증후군
- 지질단백질
- 심장병